# Elias Leal
Elias Leal (ur. 19 sierpnia 1977) – portugalski lekkoatleta specjalizujący się w rzucie oszczepem.
Reprezentant kraju w pucharze Europy, zimowym pucharze w rzutach lekkoatletycznych oraz drużynowym czempionacie Starego Kontynentu. Stawał na podium mistrzostw Portugalii (w tym złote medale w 2004, 2007 i 2008).
W 2012 został zdyskwalifikony na rok (do 30 sierpnia 2013) za niestawienie się na 3 kontrole antydopingowe w okresie 18 miesięcy.
Rekord życiowy: 72,73 (28 czerwca 2008, Castelo de Vide) – rezultat ten był do 2011 rekordem Portugalii. 

## Osiągnięcia
| Rok  | Zawody                                  | Miejsce   | Pozycja     | Wynik |
| ---- | --------------------------------------- | --------- | ----------- | ----- |
| 2008 | Zimowy puchar Europy w rzutach          | Split     | 4. miejsce  | 69,62 |
| 2008 | I liga pucharu Europy                   | Leiria    | 6. miejsce  | 65,89 |
| 2009 | Zimowy puchar Europy w rzutach          | Teneryfa  | 9. miejsce  | 71,60 |
| 2009 | Superliga drużynowych mistrzostw Europy | Leiria    | 10. miejsce | 68,62 |
| 2010 | I liga drużynowych mistrzostw Europy    | Budapeszt | 11. miejsce | 59,25 |